# Bradysia submonticola
Bradysia submonticola är en tvåvingeart som beskrevs av Werner Mohrig och Boris Mamaev 1989. Bradysia submonticola ingår i släktet Bradysia och familjen sorgmyggor.
Artens utbredningsområde är Mongoliet. Inga underarter finns listade i Catalogue of Life.